# Thereutis chionozyga
Thereutis chionozyga är en fjärilsart som beskrevs av Edward Meyrick 1892. Thereutis chionozyga ingår i släktet Thereutis och familjen bronsmalar. Inga underarter finns listade i Catalogue of Life.